# Thomas Nimene Botoe
Thomas Nimene Botoe (* 25. Dezember 1912 in Liberia; † 12. Mai 1969 in Monrovia) war ein populärer liberianischer Politiker und einflussreicher Abgeordneter aus dem Kru-Volk.

## Leben
Thomas N. Botoe wurde als Interessenvertreter seiner Volksgruppe – der Kru – politisch aktiv und machte in den späten 1940er Jahren in Monrovia eine Karriere als Lokalpolitiker. Er wurde unter dem Präsidenten William S. Tubman zum Wortführer der Bevölkerung und machte sich offenbar Feinde mit dem Versuch, die Lebensverhältnisse der indigenen Bevölkerung zu verbessern.

Als sich am 22. Juni 1955 mehrere Attentäter im Präsidentenpalast zur Ermordung Tubmans versammelten, wurde das Attentat durch die Leibwächter des Präsidenten vereitelt. Die mit Folter und Einschüchterungen bedrohten Gefangenen bezichtigten Nete Sie Brownell (Generalstaatsanwalt von Liberia), S. David Coleman (Innenstaatssekretär) und den Rechtsanwalt und Berater der Oppositionsparteien Raymond Horace als Anführer einer Verschwörung zum Sturz Tubmans. Diese Männer wurden umgehend verhaftet, gefoltert, der Verschwörung und des Hochverrates für schuldig befunden und zu langen Haftstrafen verurteilt. Auch Thomas N. Botoe wurde in diesem Zusammenhang vor Gericht gestellt und erhielt eine langjährige Gefängnisstrafe.

Wahrscheinlich noch vor seinem Tod im Mai 1969 wurde Thomas N. Botoe begnadigt und aus der Haft entlassen. Er starb am 12. Mai 1969 in Monrovia. Von Tubmans Nachfolger Präsident William R. Tolbert junior wurde Botoe posthum rehabilitiert.

## Ehrungen
In Monrovia wird das Andenken an Thomas N. Botoe durch die „Botoe Avenue“ in seinem Wohngebiet im Stadtteil New Kru Town bewahrt.